# اکوتی اینترنشنال
اکوتی اینترنشنال (انگلیسی: Equity International) شرکت سرمایه‌گذاری آمریکایی است، که در سال ۱۹۹۹ تأسیس شد.